# Joseph Candeille
Pour les articles homonymes, voir Candeille.
Pierre-Joseph Candeille, compositeur et chanteur français, né le 8 décembre 1744 à Estaires (Nord), mort à Chantilly le 15 avril 1827.

## Biographie
Entré à l'Opéra de Paris comme basse-taille en 1767, il y est nommé ensuite chef de chant et compose également pour le Concert Spirituel.
Il quitta le théâtre pour s'adonner à la composition et devient professeur à l'école de chant de l'Opéra.
Il est le père de Julie Candeille.

## Œuvres
On a de lui, outre des motets et quelques symphonies, la musique de plusieurs opéras : Castor et Pollux, dont les paroles étaient de Gentil Bernard, est celui qui eut le plus de succès (1791).

## Sources
Cet article comprend des extraits du Dictionnaire Bouillet. Il est possible de supprimer cette indication, si le texte reflète le savoir actuel sur ce thème, si les sources sont citées, s'il satisfait aux exigences linguistiques actuelles et s'il ne contient pas de propos qui vont à l'encontre des règles de neutralité de Wikipédia.
1. ↑  Archives départementales de l'Oise Acte de décès no 55 dressé le 16/04/1827, vue 410 / 695